# Richard Harris
Richard St John Harris (1930 – 2002) là nam diễn viên, ca sĩ, nhà sản xuất, đạo diễn phim ảnh và nhà văn người Ireland. Harris là một cái tên quen thuộc trên sân khấu và màn ảnh. Một trong số các vai diễn đáng nhớ nhất là vai Vua Arthur trong phim Camelot (1967).
Ngoài ra, Harris rất nổi tiếng qua vai Albus Dumbledore trong hai phim đầu tiên của loạt phim Harry Potter. Trong lĩnh vực âm nhạc anh từng nằm trong Top ten hit trên thị trường Âu Mỹ với bản thu bài MacArthur Park (1968), một sáng tác của Jimmy Webb. Ở giai đoạn đỉnh cao của sự nghiệp vào những năm 60, 70 của thế kỷ 20, Harris còn được biết đến với lối sống phóng đãng và bị nghiện rượu nặng, thói quen vốn hình thành từ nghề diễn xuất.

## Tiểu sử
Harris là con thứ năm trong số chín người con của một gia đình trung lưu sùng đạo ở Limerick thuộc Nhà nước tự do Ireland (nay là Cộng hòa Ireland).
Anh sớm theo học tại Trường trung học Crescent. Tại đây, Harris đã nhiều lần tham gia đội rugby của trường từng thi đấu các giải Munster Junior, Senior Cup; sau đó, anh chuyển sang thi đấu cho Garryowen. Tuy nhiên, sự nghiệp thể thao của Harris nhanh chóng chấm dứt khi anh mắc phải bệnh lao. Không lâu sau đó, Harris đến Anh với mục tiêu trở thành đạo diễn nhưng do không tìm được một khóa học phù hợp nên anh quyết định học diễn xuất tại Học viện Âm nhạc và Kịch nói Luân Đôn. Gần 10 năm, Harris sống rất kín tiếng, chủ yếu dành thời gian để học hỏi, trau dồi chuyên môn sân khấu trên khắp nước Anh.

## Vào vai Albus Dumbledore
Vào năm 1999 công ty giải trí Warner Bros đã mua lại bản quyền cuốn sách Harry Potter cho phim. Năm 2000 đạo diễn Chris Columbus tìm diễn viên cho vai Giáo sư Albus Dumbledore và đã mời diễn viên Richard Harris vào vai. Nhưng vì lý do sức khỏe nên ông đã từ chối, lúc này cô cháu gái là 1 fan hâm mộ của cuốn tiểu thuyết Harry Potter nên cô đã nói với ông "nếu ông không nhận vai cháu sẽ không nói chuyện với ông". Vì thương cháu gái nên ông đã vào vai Albus Dumbledore và sau đó đã có 1 cụ Dumbledore bằng da bằng thịt cho chúng ta xem . Sau thành công của phần 1 đạo diễn lại mời ông vào phần 2 lúc này sức khỏe ông đã yếu nhưng vẫn hoàn thành xong Harry Potter và Phòng chứa Bí mật năm 2002, vì sức khỏe khá yếu nên ông phải nằm viện, đoàn làm phim vào thăm ông, ông bảo "vẫn đủ khả năng cho vai diễn Dumbledore, không cần cast lại diễn viên" nhưng không lâu sau đó ông đã qua đời vào đoàn làm phim phải cast lại vai diễn Dumbledore.